# Sphaerotherium repulsum
Sphaerotherium repulsum är en mångfotingart som beskrevs av Karsch 1881. Sphaerotherium repulsum ingår i släktet Sphaerotherium och familjen Sphaerotheriidae. Inga underarter finns listade i Catalogue of Life.